# Daniel Pollen

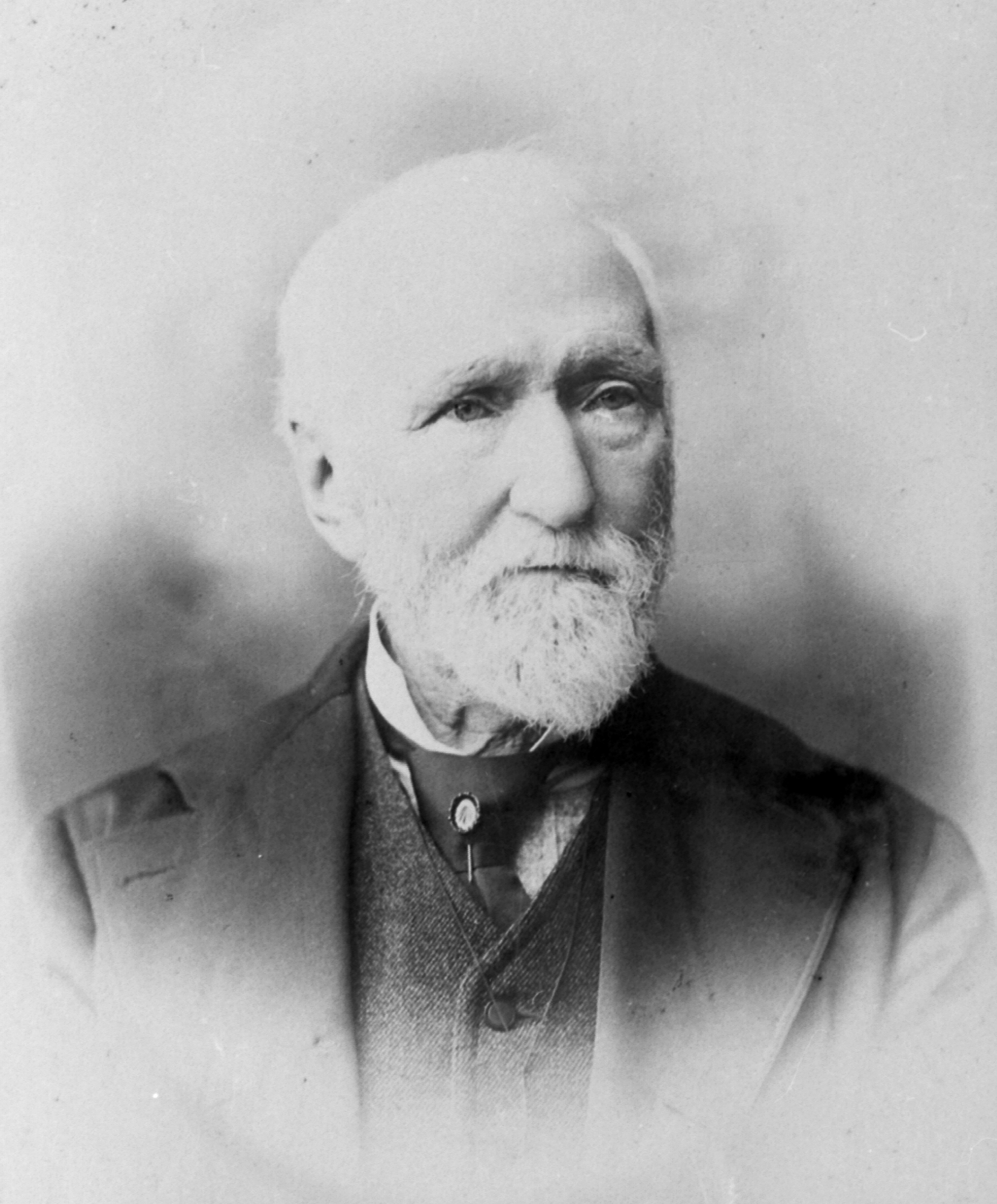
Daniel Pollen

Daniel Pollen (* 2. Juni 1813 in Dublin; † 18. Mai 1896) war der neunte Premierminister Neuseelands. Er war während 35 Jahren Abgeordneter des neuseeländischen Parlaments und regierte vom 6. Juli 1875 bis zum 15. Februar 1876.

## Biografie
Über seine frühen Lebensjahre ist praktisch nichts bekannt, außer dass er diese teilweise in Irland und teilweise in den Vereinigten Staaten verbrachte, wo sein Vater am Bau des Kapitols in Washington beteiligt war. Pollen studierte Medizin und erhielt einen Doktorgrad (wo genau, ist ebenfalls nicht bekannt). Ende der 1830er Jahre wanderte er nach New South Wales in Australien aus und zog dann im Januar 1840 nach North Shore auf der neuseeländischen Nordinsel. Am 6. Februar 1840 war er Augenzeuge der Unterzeichnung des Vertrags von Waitangi.
1844 wurde Pollen zum Rechtsmediziner ernannt. Am 18. Mai 1846 heiratete er Jane Henderson. Mit ihr zog er 1847 auf Kawau Island, wo er als Betriebsarzt einer Kupfermine tätig war. Dort schrieb er in regelmäßigen Abständen Zeitungsartikel, in denen er die Einführung einer repräsentativen Demokratie forderte. Er unterstützte die Einrichtung von Bibliotheken und setzte sich für Mäßigung ein.
Pollen wurde 1852 Kanzleichef des Polizeipräsidenten von Auckland. Von 1856 bis 1861 war er Mitglied des Provinzparlaments. Von 1858 bis 1862 war er Kommissar für Kronländereien und damit zuständig für die Ansiedlung neuer Einwanderer. Damals begann er sich auch aktiv für die Rechte der Māori einzusetzen. 1861 kandidierte Pollen erfolgreich für einen Sitz im neuseeländischen Unterhaus. 1870 hatte Pollen gleich vier Ämter inne: Hauptsteuereintreiber, Kommissar für konfiszierte Ländereien, Kommissar für die Durchsetzung der Landrechte der Māori und Einwanderungsbeamter.
Von 1873 bis 1877 war Pollen Kolonialsekretär und damit die Verbindungsstelle zwischen der neuseeländischen Regierung und dem Gouverneur. Von Juli 1875 bis Februar 1876 war er darüber hinaus auch Premierminister: Der eigentliche Amtsinhaber Julius Vogel war auf einer seiner häufigen Auslandsreisen, um die Finanzierung seiner kühnen Infrastrukturprojekte sicherzustellen. Da Vogels Rückkehr nach Neuseeland sich verzögerte, drohte die Regierung führungslos zu werden, weshalb Pollen für ihn einsprang. Nachdem er 1877 Minister für „Belange der Eingeborenen“ gewesen war, trat er aus der Regierung zurück. Bis zu seinem Tod im Jahr 1896 blieb er Parlamentsabgeordneter.